# Solidago bicolor
Espèce
Classification APG III (2009)
Solidago bicolor (aussi appelé au Québec verge d'or bicolore) est une espèce de plantes à fleurs de la famille des Asteraceae.
Elle est originaire d'Amérique du Nord,. On la trouve au Canada (du Manitoba à la Nouvelle-Écosse), ainsi qu'aux États-Unis à l'est du Mississippi, à l'exception de la Floride.
Cette plante aime les sols sablonneux et rocheux ; on la trouve souvent le long des routes.
La tige peut atteindre 120 cm ; les feuilles situées à la base sont de forme ovale, les feuilles supérieures sont plus petites et plus étroites. Cette plante vivace fleurit durant l'été et l'automne ; les fleurs sont blanchâtres.